# فهرست مدل‌های شبیه‌سازی کووید-۱۹
توجه داشته باشید که برخی از برنامه‌های ذکر شده فقط مدل‌ها یا شبیه‌سازهای وبگاهی هستند و برخی از آنها به داده‌های بیدرنگ منابع دیگر اعتماد دارند (یا از آنها استفاده می‌کنند).

## مدل‌هایی با بیشترین پشتوانه علمی
لیست فرعی شامل شبیه‌سازهایی است که براساس مدل‌های نظری ساخته شده‌اند. با توجه به تعداد بالای تحقیقات پیش از چاپ ایجاد و راه‌اندازی شده توسط دنیاگیری کوید-۱۹، مخصوصاً مدل‌های جدیدتر فقط باید با موشکافی علمی بیشتری در نظر گرفته شوند.

### شبیه‌سازی‌ها و مدل‌ها
- چن و همکاران شبیه‌سازی بر اساس مدل Bats-Hosts-Reservoir-People (BHRP) (فقط به RP ساده شده‌است)[۵]
- کوسیم۱۹[۶] - پروفسور لهر، بر اساس مدل SEIRD
- مدل تحرک کووید-۱۹[۷] - استنفورد براساس مدل SEIR[۸]
- شبیه‌ساز کووید-۱۹[۹] - دانشکده پزشکی هاروارد بر اساس مدل پویایی سامانه (محفظه‌ای) معتبر[۱۰]
- کووید-۱۹ ساج[۱۱] - سی‌دی‌سی[۱۲]
- کوویدسیم[۱۳] - توسط مارک کوک یو نگ و دیگران.
- کوویدسیم - کالج امپریال لندن، ام‌آرسی مرکز تجزیه و تحلیل بیماری‌های عفونی جهانی و نیل فرگوسن و همکاران.
- کوویدسیم[۱۴] - پروژه تحقیقاتی دانشگاه علمی کاربردی مونیخ، پروفسور کوستر
- کوویدسیم[۱۵] - نوشته شده در متلب[۱۶] توسط Ng و Gui[۱۷]
- CovidSIM.eu[۱۸] - مارتین آیچنر، مارکوس شوهم با حمایت دانشگاه توبینگن و تحت حمایت وزارت آموزش و تحقیقات فدرال آلمان.[۱۹]
- کوویدسیم[۲۰] - اشنایدر و همکاران
- کوورادار[۲۱] - برای نظارت مولکولی پروتئین اسپایک کرونا[۲۲][۲۳]
- مدل دکتر غفارزادگان[۲۴][۲۵][۲۶]
- اونت هوریزون - کووید-۱۹[۲۷] - اچ‌یو برلین براساس مدل SIR-X[۲۸]
- اِی‌آی تکاملی[۲۹] - «مداخلات غیر دارویی (NPIs) که اِی‌آی با گذشت زمان برای کشورها و مناطق مختلف ایجاد می‌کند، اثر پیش‌بینی شده آنها.»[۳۰][۳۱][۳۲]
- مدل آی‌اچ‌ام‌ئی - مؤسسه سنجش و معیارهای سلامت مدل کووید
- OxCGRT[۳۳] - رهگیری پاسخ دولت آکسفورد کووید-۱۹[۳۴][۳۲]
- اس‌سی-کاسمو[۳۵] - مدل شبیه‌سازی ویروس کرونا استنفورد-SECIR[۳۶][۳۷][۳۸][۳۹] - مدلی از مرکز تحقیقات عفونت هلمهولتز
- سرمایه‌گذاری هوشمند منابع آزمایش آران‌ای ویروس برای بهسازی کاهش اثرکووید-۱۹[۴۰][۴۱]
- مجموعه اپیدمیولوژی SIAM[۴۲]
- مدل کووید یویانگ چی‌یو

### پایگاه‌داده ژنوم
چندین مورد از این مدل‌ها از پایگاه داده‌های ژنوم استفاده می‌کنند، از جمله موارد زیر:
- بانک دادهٔ دی‌ان‌ای ژاپن
- بایگانی نوکلئوتید اروپا
- جیی‌آی‌اس‌ای‌آی‌دی
- نسبت‌دهی تبارشناختی از تبارهای شیوع جهانی نامگذاری شده

### کنسرسیوم، خوشه‌های تحقیق، مجموعه‌های دیگر
- لیست سی‌دی‌سی شامل پیش‌بینی و فرضیات[۴۳] - فهرست بزرگ با مدل‌های مختلف و غیره
- CORSMA - کنسرسیوم اتحادیه اروپا (کووید-۱۹-شیوع پاسخ ترکیبی از سلامت الکترونیکی، سرولوژی، مدل‌سازی، هوش مصنوعی و تحقیقات پیاده‌سازی)[۴۴]
- مرکز پیش‌بینی کووید-۱۹[۴۵] - به عنوان مخزن مرکزی پیش‌بینی‌ها و پیش‌گویی‌های بیش از ۵۰ گروه تحقیقاتی بین‌المللی عمل می‌کند.[۴۶][۴۷]
- نکس‌اسنرین - پروژه منبع باز برای استفاده از توان علمی و بهداشت عمومی داده‌های ژنوم پاتوژن[۴۸]
  - همچنین به منابع نکس‌استرین سارس-کوو-۲ مراجعه کنید[۴۹]
- اس‌آی‌ام‌آی‌دی[۵۰] - مدل‌های شبیه‌سازی بیماری‌های عفونی - کنسرسیوم تحقیقاتی بلژیک
- آرای‌ام‌پی - کمک سریع در مدل‌سازی موارد دنیاگیری[۵۱] (انگلستان)
- کنسرسیوم مدل‌سازی UT Austin کووید-۱۹[۵۲]

### نمایشگرها، مدل‌ها یا پیشخوان‌های واکسیناسیون
- کووید-۱۹ داشبورد[۵۳] - مرکز علوم و مهندسی سیستم‌ها (CSSE) در دانشگاه جان هاپکینز (JHU)[۵۴][۵۵]
- دیتاهاب کروناویروس جدید ۲۰۱۹ مجموعه‌داده[۵۶][۵۷] - مجموعه‌دادهٔ کووید-۱۹ بیماری کوروناویروس ۲۰۱۹ (کوید-۱۹) در سری‌های زمانی موارد تأیید شده، مرگ و میر گزارش شده و بهبودی گزارش شده.
- Impfdashboard.de - مانیتور واکسیناسیون آلمان[۵۸]
- شبیه‌سازی کمپین‌واکسیناسیون-کووید ۱۹[۵۹] - نظارت بر فعالیت واکسیناسیون در آلمان توسط آزمایشگاه Zi Science Science
- پیش‌بینی‌های مؤسسه سنجش و ارزیابی سلامت (IHME) کووید-۱۹[۶۰]
  - همچنین به مدل کووید مؤسسه سنجش و ارزیابی بهداشت مراجعه کنید

## مدل‌هایی که پشتوانه علمی کمتری دارند
مدل‌های زیر فقط برای اهداف آموزشی است.
- شبیه‌ساز کووید-۱۹[۶۱]
- کووید۱۹: ۷ مورد برتر - فهرست برگزیده[۶۲] در مدیوم ارسال شده‌است[۶۳]
- github.com/ موضوعات: کووید-۱۹[۶۴]
- شبیه‌ساز آی‌اس‌ئی‌ئی سیستمز کوید-۱۹[۶۵]
- nCoV2019.live[۶۶] - «اعدادی که با یک نگاه سریع به آنها نیاز دارید» توسط شیفمن / کانلون
  - cov19.cc- توسط کانلون[۶۷]
- سیمول۸ - منابع شبیه‌سازی کووید-۱۹[۶۸]
- شبیه‌سازی ویروس کرونا با مدل SIR[۶۹]
- شبیه‌سازی گسترش ویروس[۷۰]

## سایر شبیه‌سازی‌ها، مدل‌ها یا منابع داده مرتبط
- (انجمن شیمی آمریکا) جستجوگر نشانگر زیستی کووید-۱۹ سی‌ای‌اس (به انگلیسی: CAS COVID-19 BIOINDICATOR EXPLORER)[۷۱]
- ردیاب داده کووید سی‌دی‌سی[۷۲]
- شرکای جامعه مدنی در همبستگی علیه کووید-۱۹ (CSPAC): گزارش وضعیت کامل، زنده، جهانی، کووید-۱۹ برای ۲۵۱ منطقه و ۷۱ کشتی[۷۳]
- مؤسسه تحقیقات اجتماعی و اقتصادی کرنل (CISER): منابع داده کووید-۱۹[۷۴]
- مدل‌سازی چند فاز اولری - لاگرانژی، به عنوان مثال برای انتقال کووید-۱۹ در آسانسورها بر اساس سی‌اف‌دی[۷۵]
- ویروس کرونا منبع داده دنیای ما درداده[۷۶]
- پروژه رهگیری کووید ۱۹ اقیانوس اطلس[۷۷]
- ودر (به انگلیسی: Vadere) - چارچوبی منبع باز برای شبیه‌سازی عابرپیاده و جمعیت[۷۸]
- داشبورد هو کروناویروس (کووید-۱۹)[۷۹]

## یادگیری‌ها و منابع دیگر
- تخصص مدل‌سازی بیماری‌های عفونی - ارائه شده در Coursera توسط کالج امپریال لندن
- معرفی جعبه ابزار شبیه‌سازی و یادگیری ماشین کووید-۱۹ برای پیش‌بینی گسترش کووید-۱۹ - وبلاگ یادگیری ماشین AWS

### مقالات
- Adam D (April 2020). "Special report: The simulations driving the world's response to COVID-19". Nature. 580 (7803): 316–318. Bibcode:2020Natur.580..316A. doi:10.1038/d41586-020-01003-6. PMID 32242115. S2CID 214771531.
- Alper J. "WXML 2020 covid-modeling learning guide". Department of Mathematics. Seattle, Washington: University of Washington.
- Fuller J (March 2021). "What are the COVID-19 models modeling (philosophically speaking)?". History and Philosophy of the Life Sciences. 43 (2): 47. doi:10.1007/s40656-021-00407-5. PMC 7994354. PMID 33770267.
- Roberts M, Driggs D, Selby I, Sala E, Schönlieb CB (1 June 2021). "Fighting a Pandemic with Medical Imaging and Machine Learning: Lessons Learned from COVID-19". SIAM News.

### کتاب‌ها
- Basavarajaiah D, Murthy BN (2022-04-25). COVID Transmission Modeling: An Insight into Infectious Diseases Mechanism (1 ed.). Boca Raton: Chapman and Hall/CRC. ISBN 978-1-00-320479-4. Retrieved 2022-07-23.
- Prabha S, Karthikeyan P, Kamalanand K, Selvaganesan N (7 July 2021). Computational Modelling and Imaging for SARS-CoV-2 and COVID-19 (1st ed.). CRC Press. doi:10.1201/9781003142584. ISBN 978-1-00-314258-4. S2CID 237802484.
- Azar AT, Hassanien AE, eds. (2022). Modeling, Control and Drug Development for COVID-19 Outbreak Prevention. Studies in Systems, Decision and Control. Vol. 366. Cham: Springer International Publishing. doi:10.1007/978-3-030-72834-2. ISBN 978-3-030-72833-5. S2CID 240429840. Retrieved 2022-07-23.
- Pani SK, Dash S, dos Santos WP, Bukhari SA, Flammini F, eds. (2022). Assessing COVID-19 and Other Pandemics and Epidemics using Computational Modelling and Data Analysis. Cham: Springer International Publishing. doi:10.1007/978-3-030-79753-9. ISBN 978-3-030-79752-2. S2CID 245119014.
- Martcheva, Maia (2015). An Introduction to Mathematical Epidemiology. Texts in Applied Mathematics. Vol. 61. Boston, MA: Springer US. doi:10.1007/978-1-4899-7612-3. ISBN 978-1-4899-7611-6. Retrieved 2022-09-12.
- Li, Michael Y. (2018). An Introduction to Mathematical Modeling of Infectious Diseases. Cham: Springer International Publishing. doi:10.1007/978-3-319-72122-4. ISBN 978-3-319-72121-7. Retrieved 2022-09-12.